# I-13 (1944)
El I-13 (イ-13?) fue un submarino portaaviones del Tipo AM de la Armada Imperial Japonesa capaz de transportar dos hidroaviones de ataque, que participó en la Segunda Guerra Mundial.

## Descripción
El diseño del I-13, al igual que el de sus gemelos, estaba basado en el de los Tipo A2, pero se modificaron durante su construcción para poder equipar dos hidroaviones en su hangar. Este ocupaba la línea de crujía, ligeramente desplazado en diagonal hacia estribor por la popa, y debido a su mayor longitud obligó a desplazar a babor la torre de la vela, de un modo análogo al empleado en los Clase I-400. Trasportaba dos hidroaviones biplaza de ataque Aichi M6A Seiran.
Con un desplazamiento de 3.600 t en superficie, el I-13 tenía la capacidad de sumergirse hasta 100 m, desarrollando entonces una velocidad máxima de 5,5 nudos, con una autonomía de 96 millas náuticas a una velocidad reducida de 3 nudos. En superficie, su autonomía era de 21.000 millas náuticas a una velocidad de crucero de 16 nudos, ligeramente inferior de la máxima que podía desarrollar, 16,7 nudos. 
El armamento antiaéreo era relativamente pesado si se compara con el habitualmente instalado en un submarino, pues consistía en siete cañones automáticos Tipo 96 de 25 mm, seis de ellos en dos montajes triples a popa y proa de la cubierta ubicada sobre el hangar, y el séptimo a popa de la torre de la vela.

## Historial
En la Segunda Guerra Mundial el I-13  no tuvo ninguna intervención destacada. En enero de 1945 realizó misiones de entrenamiento antisubmarino para las tripulaciones de los destructores Kamikaze y Nokaze. El 19 de marzo sobrevivió a un ataque aéreo masivo por parte de aparatos de la Task Force 58 contra la base naval de Kure. Para ello tuvo que realizar una inmersión de emergencia.
En junio se preparó la Operación Arashi, un ataque a la base estadounidense de Ulithi. En una misión combinada de todos los submarinos Tipo AM y Clase I-400, los primeros transportarían desmontados aviones de reconocimiento de largo alcance Nakajima C6N1 hasta Truk, desde donde realizarían la observación necesaria para los M6A de ataque transportados por los gigantes I-400.
El I-13 resultó hundido cuando se dirigía a Truk por el ataque combinado de aparatos del portaaviones USS Anzio y el destructor USS Lawrence C. Taylor el 16 de julio de 1945 en la posición (34°28′N 150°55′E / 34.467, 150.917), sin ningún superviviente. Dada la pérdida de 140 tripulantes, resultó el hundimiento de un submarino de la Armada Imperial Japonesa que se cobró más víctimas.